# Neunkircher Höhe
Neunkircher Höhe es la mayor elevación (con 605 metros) de la parte del Odenwald del estado de Hesse, en Alemania. La montaña está situada cerca de la localidad de Neunkirchen y es el origen de los ríos Modau, Gersprenz y Lauter.
Una torre de observación (de 34 metros) en su parte superior fue construida en 1906 y sustituyó a una antigua predecesora, que había sido construida en 1888 y destruida por una tormenta en 1904.